# Visby (Dania)
Visby – miasto w Danii, w regionie Dania Południowa, w gminie Tønder.